# Los salvajes (libro)
Los Salvajes es una antología de cuentos de la autora costarricense Jessica Clark Cohen. Es la primera obra publicada de la escritora y recibió buena crítica. El escritor y periodista cultural Warren Ulloa aseguró en una entrevista para la revista Literofilia que la obra la había convertido en una "escritora de culto".

## Cuentos
- Conspiracy Theory II: el famoso jacista Riff Kane guarda un secreto importante que le es arrebato por su admirador, el novato Wolfman.
- Mandelbrot: Gustavo Centeno, un escéptico y racionalista, empieza a sufrir un conflicto entre la razón y la fe al descubrir que la existencia de Dios puede probarse matemáticamente.
- La Tala: cuatro amigos en el bosque sufren una extraña consecuencia cuando uno de ellos consume hongos alucinógenos.
- Veinticuatro: la rivalidad entre dos estrellas del cine se debe dejar de lado cuando una niña que muestra dotes histriónicos sobresaliente amenaza a los dos divos.
- Memo Personal: la reencarnación usada como metáfora sobre las parejas que rompen y vuelven constantemente. Este cuento fue recopilado para la antología Cuentos del Paraíso Desconocido, de la Colección Calambé, España.[4]
- La Femme: relato romántico y detectivesco.